# Eduardo Escobar Massé
Eduardo Escobar Massé (Badajoz, 20 de diciembre de 1938-Almería, 6 de octubre de 2018) fue un político español. Perteneció al Partido Comunista de España (PCE) y al grupo Izquierda Unida (IU) donde desempeñó los cargos de secretario de Organización Provincial de ambas organizaciones en la provincia de Almería hasta que renunció a sus cargos por motivos de salud. En 2011 fue nombrado presidente de honor del Partido Comunista en la provincia de Almería por su implicación y su papel destacado en la organización provincial. En 2014 la Junta de Andalucía le concedió la Insignia de Andalucía en honor a su trayectoria. Tras su retiro volcó su actividad política en la lucha por la mejora de las condiciones en el Barrio Alto almeriense, y lo hizo a través de la asociación vecinal 'La Paciencia' que presidió hasta su fallecimiento y que había fundado en 2006 junto a José María Yeste.

## Biografía
Nació en el seno de una familia de militares. Tuvo cinco hermanos, de los cuales él ocupaba el cuarto lugar. La crudeza de la posguerra y sus condiciones marcarán su carácter. Ingresó en el seminario de Badajoz, donde estudió cuatro años de bachillerato, pero no culminará sus estudios de sacerdote. Tras salir del seminario empezó estudios en contabilidad llegando a presentarse a un concurso de oposición para una entidad bancaria, pero la repentina muerte de su madre y las condiciones económicas del momento le llevaron a abandonar sus estudios y a marcharse de su ciudad natal. Llegó a Cuevas del Almanzora, donde fue acogido por su hermano Cándido y donde tuvo diversos empleos, siendo el lugar donde conoció a su esposa María del Carmen. 
Las malas condiciones económicas le llevarán nuevamente a unirse a un grupo de españoles de la zona del Levante Almeriense que partieron a Suiza con el objetivo de encontrar empleo y salir de la mala situación económica de la España de los años sesenta. Tras unos meses logrará asentarse en tierras helvéticas y ahorrar algo de dinero para volver a España y contraer matrimonio con María del Carmen. El enlace se celebró el 16 de julio de 1962 en la Iglesia de Nuestra Señora de la Encarnación de Cuevas del Almanzora. Tras ello la joven pareja partió a Suiza, donde permanecerían residiendo en diferentes localidades hasta su retorno en 1983. En tierras helvéticas tendrían a sus dos hijos: Sara y Eduardo.
En 1983 la familia decidió regresar a España, asentándose en Almería y abriendo un negocio de pintura y decoración llamado Pinturas Escobar que fue establecido en la Calle Real del Barrio Alto. Desempeñó desde entonces el papel de comercial del sector de la pintura y alta decoración en tierras andaluzas y lo compaginó así durante décadas con las responsabilidades políticas propias de su cargo de secretario de organización. 
El 6 de octubre de 2018, a los 79 años, falleció en Almería tras una larga enfermedad.

## Trayectoria política
Será en Suiza donde descubra su vocación política tras asistir en 1963 a un acto en homenaje al fusilamiento de Julián Grimau. Su implicación desde ese entonces irá en aumento y en 1963 se incorporará a grupos antifranquistas e impulsará la creación de una asociación llamada Promociones Culturales Españolas (PCE) que tenía como objetivo eludir las estrictas leyes que impedían las actividades políticas de los extranjeros y así poder enviar apoyo y dinero a las familias de los presos políticos españoles. Paralelamente y gracias a su implicación en todos los ámbitos de la vida de los emigrantes, llegará al cargo de Secretario de la Confederación de Padres y miembro del Consejo Consultivo de la embajada española de Suiza.

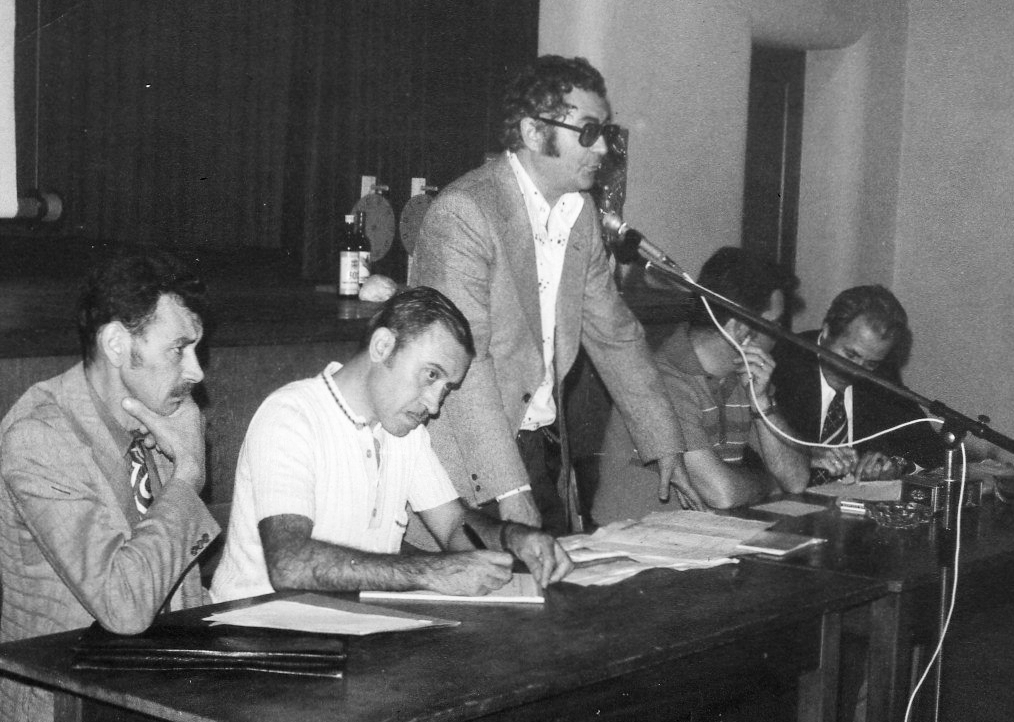
Conferencia en Suiza de Eduardo Escobar

En 1983, unos años después de la llegada de la democracia, retorna a España y se instala en la ciudad de Almería, donde de inmediato se incorpora a la Agrupación local del PCE, desarrollando labores de organización. Su trabajo y esfuerzo le llevaron a promocionar al comité provincial donde desempeñó durante más de veinte años la secretaría de organización provincial de IU y del PCE, encargandose de la extensión de Izquierda Unida por toda la provincia de Almería. Se hizo cargo de la caseta de la Feria de Almería llamada Rincón Cubano, que fue renombrada posteriormente como La Pecera, donde su trabajo y organización se convirtieron en un referente que perdurará hasta años después de su retirada.
En 2006 fundó la asociación de vecinos del Barrio Alto 'La Paciencia', de la que fue nombrado presidente. Dicha asociación se enfocó en la lucha reivindicativa por lograr mejoras en las condiciones del barrio. Finalmente, tras años de presión ejercida desde la asociación, se llevaron a cabo demoliciones y mejoras en las condiciones del barrio.

## Condecoraciones y honores
El 12 de febrero de 2011 fue nombrado Presidente de Honor del PCA en Almería en honor a su trabajo y trayectoria política.
En 2014 la Junta de Andalucía le concedió la Insignia de Andalucía en honor a sus méritos y a su trayectoria política. Dicha insignia fue recibida de manos de la consejera de Hacienda de la Junta, María Jesús Montero, posterior ministra de Hacienda.

## Obra biográfica
En diciembre de 2021 se publicó un libro biográfico sobre su vida personal y política titulado "Eduardo Escobar, una vida de lucha social". El autor de dicha obra biográfica fue su nieto Eduardo Hernández Escobar.